# Dedenevo
Dedenevo (in russo Деденево?) è una cittadina della Russia europea centrale, situata nell'oblast' di Mosca. Apparteneva al Dmitrovskij rajon.
Sorge nella parte centrale dell'oblast', sul fiume Ikša, alcune decine di chilometri a nord di Mosca e 12 chilometri a sud di Dmitrov.